# Francesco Coppola
Francesco Coppola (1420 – 11 maggio 1487) è stato un armatore italiano.

## Biografia
Francesco Coppola prese parte alla battaglia di Otranto contro i turchi nel 1480, che, insieme con il padre Loise, nel settembre 1481, riuscì a liberare dal giogo ottomano. La sua fu un'azione determinante sull'esito finale della guerra visto che le risorse del sovrano non erano così floride. Oltre a fornire mezzi di sostentamento per i soldati impegnati, inviò diverse navi da guerra. Si conoscono per certo, grazie al lavoro di Irma Schiappoli, i nomi di alcuni comandanti di navi della sua flotta che si opposero ai turchi. Ricordiamo qui Antonio Coppola, citato anche dal Porzio, per essere divenuto poi comandante dell'ammiraglia di famiglia, la nave Cappella.
Ferrante d’Aragona, sovrano del Regno di Napoli, ricompensò Francesco Coppola per i servigi resi con le Terre di Sarno e il relativo titolo di conte.
Raggiunse l’apice della sua influenza e del suo successo nel 1484, allorché fu in grado di «acquistare il feudo di Cariati in Calabria e con la fama della sua potenza fare allontanare i Veneziani dalla città di Gallipoli da essi occupata nel Golfo di Taranto».
Francesco Coppola, con i dovuti paragoni, fu il più grande armatore che la città di Napoli ebbe mai. Di nobile origine fu mercante di grande spessore e lo stesso sovrano gradiva mercanteggiare con la società dei Coppola.
La “Congiura dei Baroni” contro il re Ferrante trova nuove teorie grazie al ritrovamento di documenti inediti custoditi presso le ambasciate dell'epoca. Con un'attenta interpretazione degli scritti del Bendedei, ambasciatore estense a Napoli, La Congiura dei Baroni contro il sovrano Ferrante d'Aragona appare come una mossa politica del Papa Innocenzo VIII (i dispacci di Battista Bendedei sono pubblicati da Giuseppe Palladino in).  Da parte sua il sovrano poteva nutrire verso il Coppola una sorta di invidia dovuta alle immense ricchezze di quest'ultimo. Esso infatti poteva reggere il confronto con i fiorentini, i veneziani ed i mercanti di altre terre. La corona stessa della regina era custodita in pegno dal Coppola.
Francesco Coppola fu accusato di tradimento e venne giustiziato l'11 maggio 1487 in Castel Nuovo a Napoli, insieme al complice Antonello Petrucci, dopo essere stato arrestato nell'agosto del 1486 durante le celebrazioni del matrimonio del figlio di Francesco, Marco, con la nipote del re Maria Piccolomini.
Nella bibliografia esistente su Francesco Coppola viene spesso detto che suo padre gli lasciò poco in eredità e che il loro casato era in una situazione di decadenza. La stessa citata Schiappoli definisce esagerata questa definizione che la realtà dei fatti esclude categoricamente.
Innanzitutto il padre di Francesco, Loise Coppola, era un personaggio molto importante dell'alta finanza del Regno al punto che quando gli Strozzi di Firenze si recavano in Napoli si intrattenevano con lui ed altri importanti personaggi. Occupava cariche pubbliche nella Terra di Otranto ed era a stretto contatto con il sovrano.  Morì nel 1483 quando Francesco era all'apice da parecchio tempo ed è quindi impossibile che Francesco ebbe una scarsa eredità. In diversi documenti citati dalla Schiappoli si apprende che i due Coppola avevano costituito una società commerciale molto potente che li poneva al vertice del Regno.
Tornando alla Guerra di Otranto possiamo apprendere che nel 1480 (cito testualmente la Schiappoli che fa uso del virgolettato):  il 19 agosto si paga il soldo a «homini comandati delo Citraro che sono imbarcati in la galea de lo Ex te Conte di Sarno e chapitanio generali»; il 28 agosto: si paga il soldo ad Antonio Coppola «patrone de la galeaza de messer Loise e Francesco Coppola».
Va detto che la Schiappoli scrisse prima “Il Conte di Sarno” e successivamente “La Marina degli Aragonesi” uniti poi dall'editore Giannini in “Napoli Aragonese”. Ne “Il Conte di Sarno” scriveva che Francesco Coppola prese il titolo di Conte nel 1483 perché nessun documento riportava ciò prima di quella data. Ma come detto poc'anzi nel suo ultimo lavoro (morì appena concluso, durante la seconda guerra mondiale) cita un documento che smentirebbe tale teoria. È altresì vero che altri autori lo indicano come Conte di Sarno già nel 1464.